# بانک دوکاسکاپی
بانک دوکاسکاپی (انگلیسی: Dukascopy Bank) شرکت خدمات مالی و بانکداری سوئیسی است، که در سال ۲۰۰۴ توسط آندره دوکا تأسیس شد و هم‌اکنون دارای شعبه در اروپا و آسیا می‌باشد.